# Tunel Oslofjord

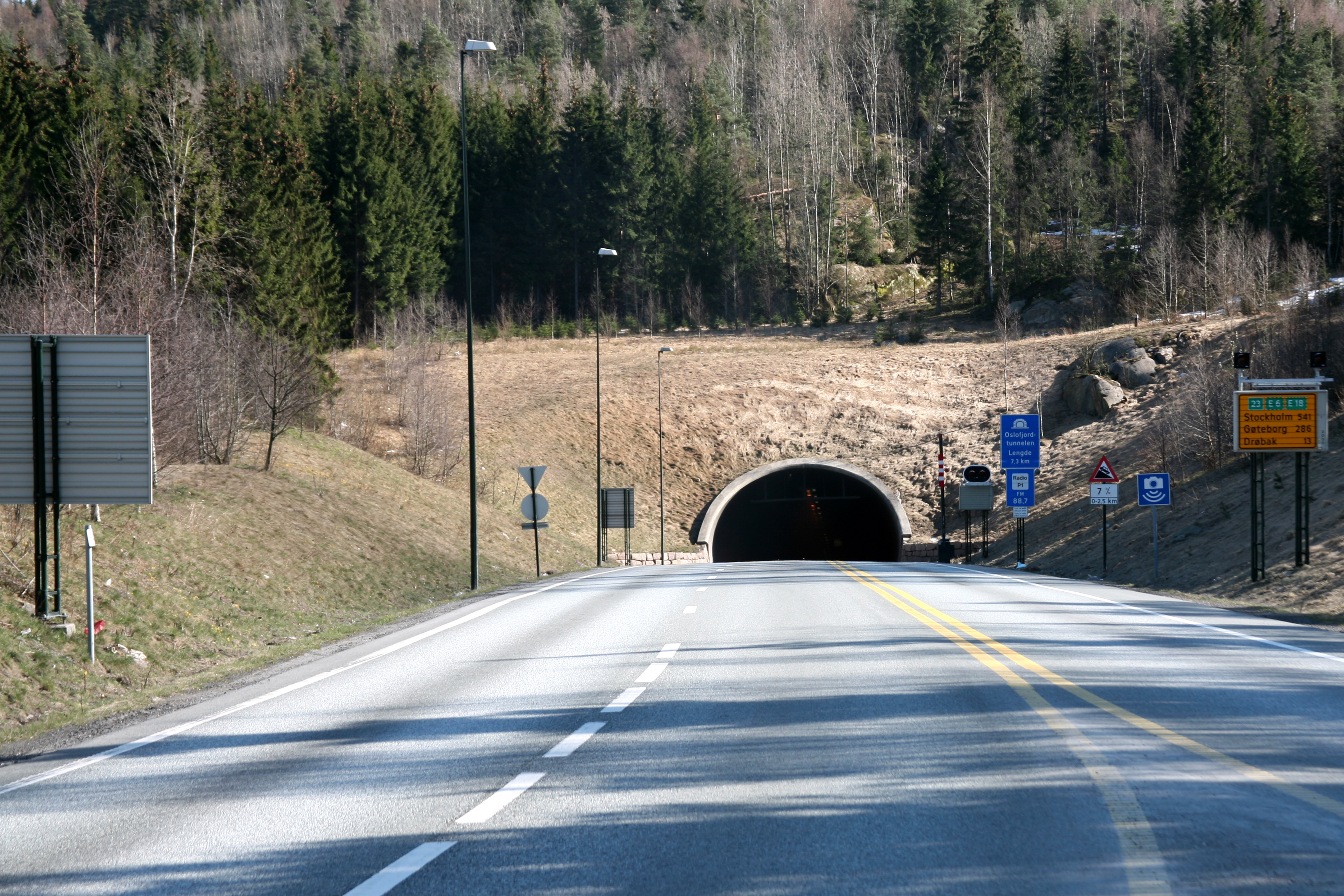
Tunel Oslofjord

Tunel Oslofjord (no: Oslofjordtunnelen) – podmorski tunel drogowy przebiegający pod Oslofjord w Norwegii, łączący Hurum, w Buskerud na zachodzie z Frogn, w Akershus na wschodzie. Oslofjord Tunel jest jednym z najdłuższych podwodnych tuneli tego typu w Europie Północnej. Ma długość 7,2 km i sięga głębokości 134 metrów poniżej poziomu morza, przy maksymalnym nachyleniu 7%. Tunel został otwarty przez króla Haralda V w dniu 29 czerwca 2000.
Tunel ma jeden pas w każdym kierunku z dodatkowymi pasami w kierunku przechyłów na stokach. Ograniczenie prędkości wynosi 70 km/h i jest egzekwowane przez kamery drogowe. Tunel jest częściowo finansowany z opłat za przejazd.